# Ариго Саки
Ариго Саки (на италиански: Arrigo Sacchi) е италиански футболен треньор. През 1977 г. започва професионална му кариера на треньор, но първият известен отбор, който ръководи е ФК Парма от 1985 г. След това от 1987 до 1991 г. е треньор на Милан. От 1991 до 1996 е треньор на националния отбор на Италия. През сезон 1996-1997 се завръща отново в „Милан“. Също за един сезон (1998-1999) е треньор и на Атлетико Мадрид. През 2001 г. приключва кариерата си отново във ФК „Парма“.
Според някои анализатори на Калчото той е треньорът, който коренно променя футбола в средата на 80-те години. Открит в Парма, по онова време в Серия Б, той очарова Силвио Берлускони, след като елиминира Милан за Купата на Италия – сезон 1986/87 година. Саки проповядва редуването на зонова защита с преса по целия терен и физическо потискане на съперника. Методите му трудно се възприемат от звездите на Милан. Съпротивата е така силна, че през есента на 1987 г. президентът на клуба се вижда принуден да дръпне ушите на своите играчи: "Имам пълно доверие на Ариго Саки. Тези, които не са съгласни с него, са свободни да си стегнат багажа!", отсича Берлускони. Усилията обаче дават резултат. И то какъв! Милан печели всичко възможно: Скудетото, Купата на европейските шампиони, Междуконтиненталната купа. Впечатляващата игра на „росонерите“ достига своя връх по време на паметните двубои срещу Реал (Мадрид), Стяуа (Букурещ) и Олимпия (Асунсион). Но Саки не издържа на поредната криза в отношенията с играчите и напуска през лятото на 1991 година. Веднага след това подписва договор за много пари като национален селекционер. Завръщането му в Миланело през сезон 1996/97 г. е един период, който е по-добре да бъде забравен.